# 게이세이촌
게이세이촌(일본어: 芸西村)은 일본 고치현 남동부에 있는 아키군의 촌이다.

## 인접한 자치체
아키시, 고난시

## 교통

### 철도
- 도사쿠로시오 철도 아사선

### 도로
- 국도 55호선